# Centre de documentation et de recherches arabes chrétiennes
Le Centre de documentation et de recherches arabes chrétiennes (CEDRAC) est installé à Beyrouth.
Le Centre a pour objectif de mettre en valeur le patrimoine arabe des chrétiens d'Orient.

## Histoire
Ce centre de recherche universitaire renommée internationalement a été créé en 1986 par le père jésuite Samir Khalil Samir ; il a été incorporé en 1996 à l’université Saint-Joseph de Beyrouth. En octobre 2000 il fait partie de la nouvelle Faculté des sciences religieuses. Depuis 2015, il est dirigé par un autre père jésuite Ronney el Gemayel. 

## Domaines de recherche
Les domaines principaux de recherche du centre sont :
- le patrimoine arabe des chrétiens du VIIIe au XIXe siècle.
- les relations islamo-chrétiennes à travers le patrimoine arabe (musulman et chrétien) au Moyen Âge.
- l'apport du patrimoine arabe des chrétiens pour la théologie chrétienne et pour l'élaboration d'une civilisation arabe commune.
- les relations islamo-chrétiennes aujourd'hui, dans le monde arabe et en Europe, à partir de l'étude du patrimoine et de l'histoire.
- la situation et le rôle des chrétiens du Proche-Orient dans la société arabe aujourd'hui.

Le centre détient 23 000 livres et documents multimédia. Les disciplines étudiées sont l'histoire, la philosophie, la philologie, et la religion: le christianisme, l'islam et les autres religions de la région avec un accent sur Liban, la Syrie, l'Irak, la Palestine et l'Égypte. Les œuvres sont en plusieurs langues et comprennent des documents sur les religions depuis leur origine jusqu'à nos jours.
Il édite diverses publications :
- deux revues annuelles : 
  - Parole de l'Orient (en coédition avec l'Université de Kaslik) pour les études syriaques et arabes chrétiennes ;
  - Collectanea Christiana Orientalia (en coédition avec l'Université de Cordoue) pour l'Orient chrétien.
- Collection "Patrimoine arabe chrétien" (en arabe avec introduction française): éditions critiques de textes arabes chrétiens anciens.
- Collection "TESOC" (textes et Études sur l'Orient Chrétien): textes arabes ou syriaques avec traductions et études, ou des études sur l'Orient chrétien.
- Collection "Patrimonio Culturale Arabo Cristiano" (en collaboration avec le Gruppo di ricerca arabo-cristiano): éditions critiques de textes arabes anciens avec traductions italiennes en regard et des études.
- Collection "Cahiers de l'Orient Chrétien": petits fascicules en français de vulgarisation.
- Collection "Al-fikr al-Arabi al-Masihi": petits fascicules d'édition de textes anciens ou d'études sur le patrimoine arabe chrétien.

Le CEDRAC agit dans la tradition de chercheurs comme Louis Cheikho (1859-1927) et Georg Graf (en) (1875-1955) qui ont travaillé dans ce domaine à Beyrouth à la fin du XIXe et début du XXe siècle.

## Pour approfondir